# Niederösterreich Bahnen
Die Niederösterreich Bahnen GmbH ist eine hundertprozentige Tochtergesellschaft der Niederösterreichischen Verkehrsorganisationsgesellschaft (NÖVOG). Mit einem Vertrag über die Abspaltung des Teilbetriebs „Eisenbahnverkehr“ aus der NÖVOG wurden mit 31. Dezember 2023 die Bahnen aus der NÖVOG ausgegliedert und an die Niederösterreich Bahnen GmbH übertragen.
Unternehmensgegenstand ist die Organisation, Planung und der Betrieb von öffentlichen und touristischen Bahnlinien sowie Bergbahnen in Niederösterreich und die damit zusammenhängende Bewirtschaftung von Immobilien und Beteiligung an Unternehmen.
Das Eisenbahnnetz der Niederösterreich Bahnen umfasst 251 km.

## Geschichte
1996–2023
In diesem Zeitraum standen die Niederösterreich Bahnen in der Verantwortung der NÖVOG (→ NÖVOG#Niederösterreich Bahnen).

ab 2024
Mit Vertrag per 31. Dezember 2023 ging die Zuständigkeit für die Bahnen an die Niederösterreich Bahnen GmbH über.

## Bahnen

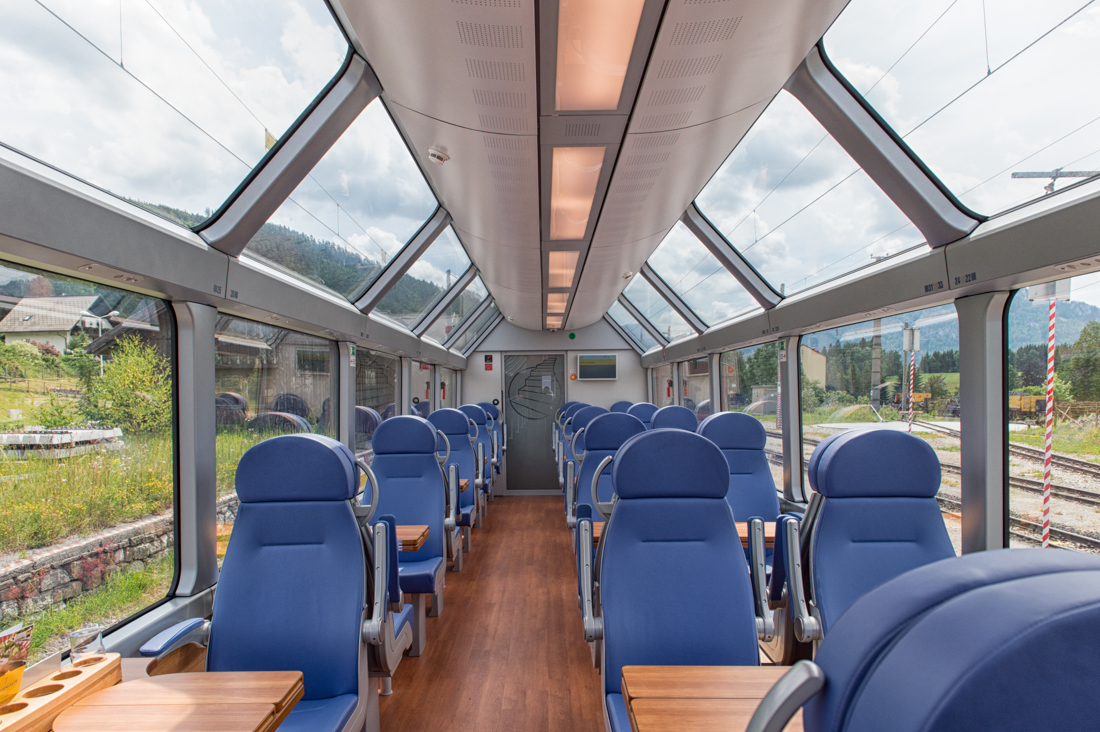
Panoramawagen der Mariazellerbahn, 2014

### Öffentliche Bahnverkehre
- Mariazellerbahn (Schmalspurbahn zwischen St. Pölten und Mariazell)
- Citybahn Waidhofen (Schmalspurbahn zwischen Bahnhof und Stadtzentrum von Waidhofen an der Ybbs)

### Touristische Bahnverkehre

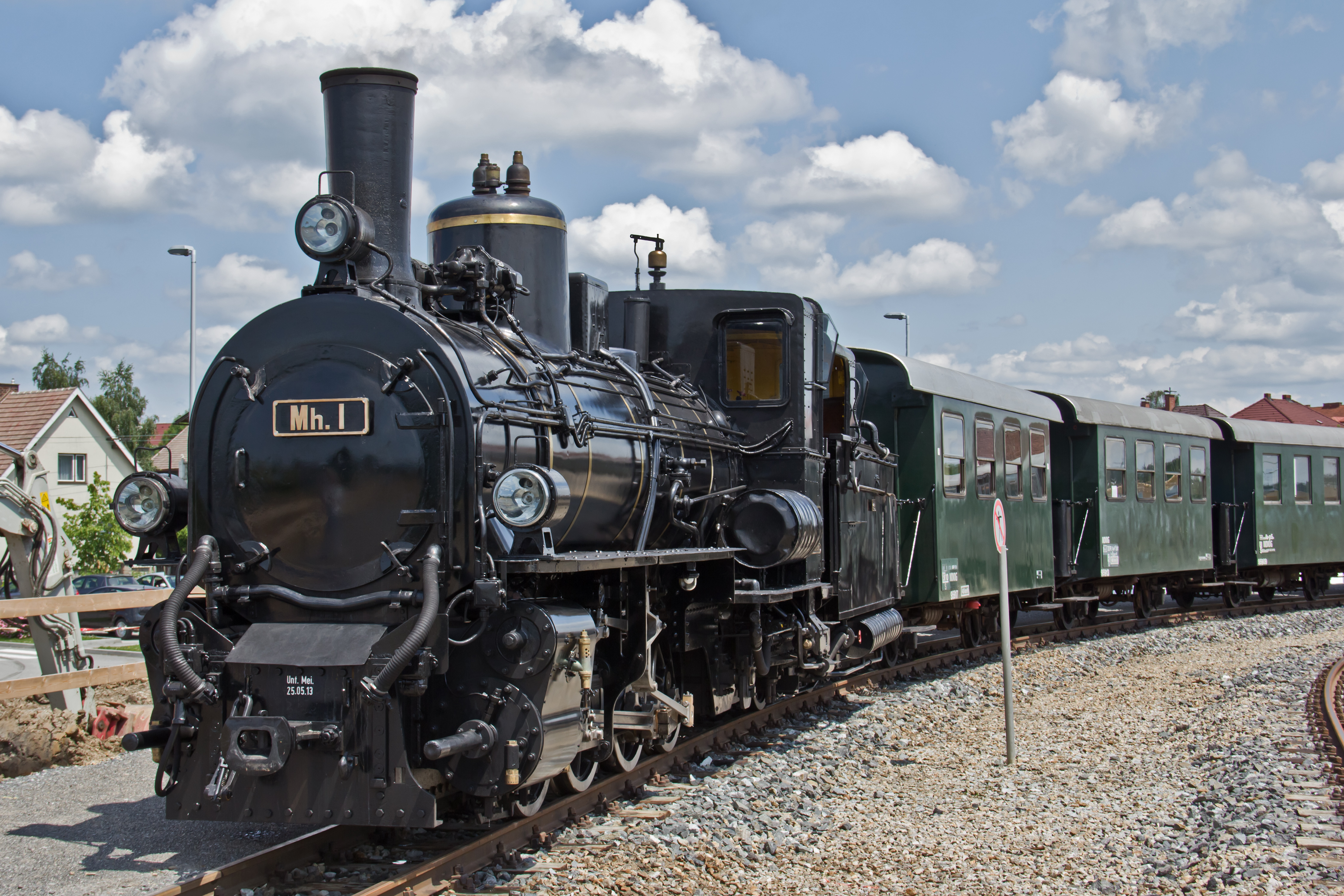
Waldviertlerbahn in Gmünd, 2013

- Waldviertelbahn (Schmalspurbahn zwischen Gmünd, Groß Gerungs und Litschau)
- Wachaubahn (Donauuferbahn zwischen Krems und Emmersdorf an der Donau)
- Reblaus Express (Lokalbahn zwischen Retz und Drosendorf)

### Fahrzeuge
An modernen Fahrzeugen sind vorhanden
- Fünf RegioSprinter für die Wachaubahn
- Neun Elektrotriebzüge von Stadler NÖVOG ET1–ET9, die als Himmelstreppe bezeichnet und vermarktet werden, sowie vier zugehörige Panoramabeiwagen

In weiterem Besitz stehen Altfahrzeuge, die überwiegend von den ÖBB, aber auch von Vorgängerbahnen stammen.

## Bergbahnen

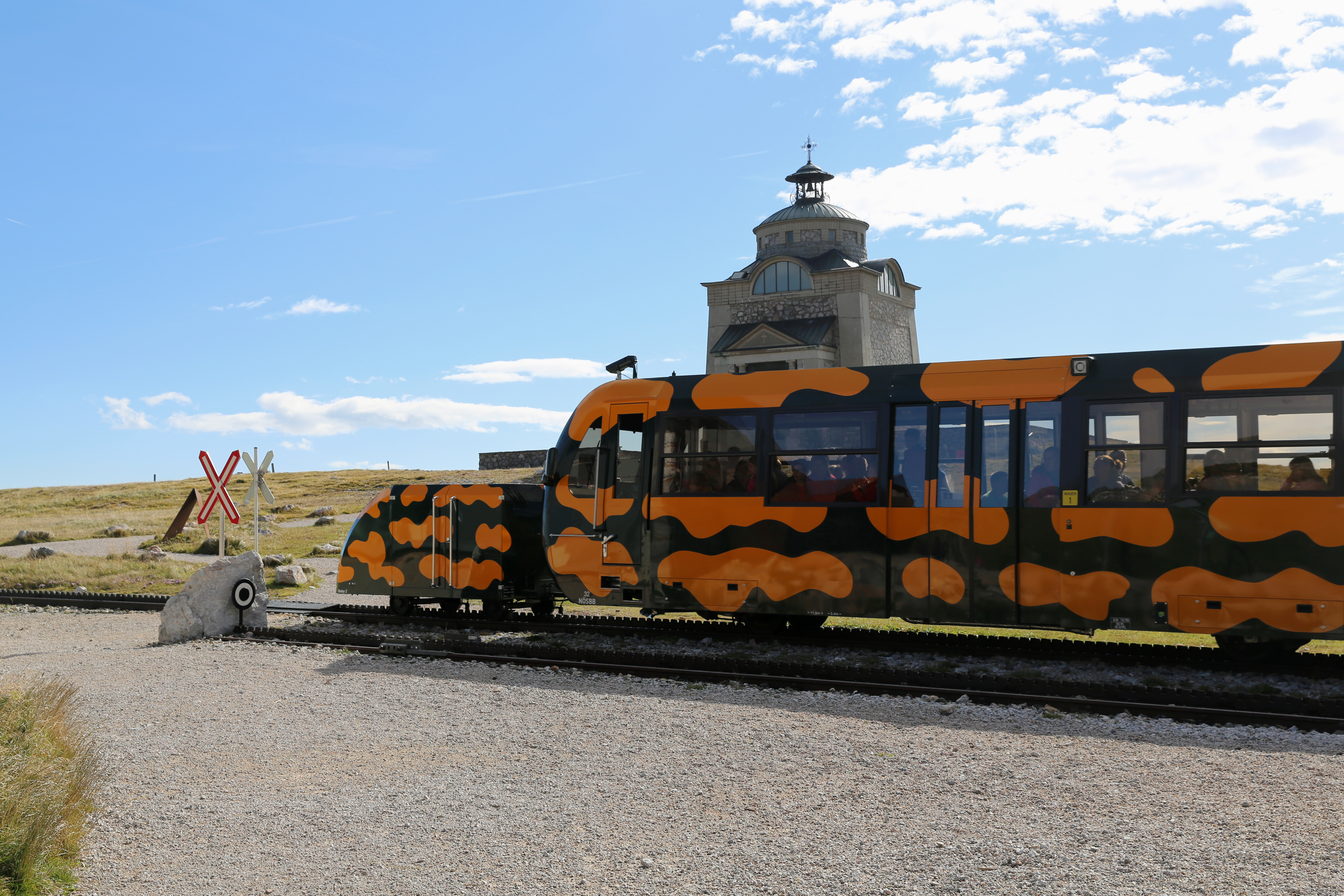
Zahnradbahn auf den Schneeberg, 2014

Die Bergbahnen sind rein touristische Verkehre:
- Schneebergbahn (Zahnradbahn auf den Schneeberg)
- Schneeberg Sesselbahn (auf den Schneeberg) – Teil davon sind im Sommer Spielstationen für Kinder („Wunderalm“)
- Bergbahnen Mitterbach (Sesselbahn auf die Gemeindealpe)